# Marconipark
Het Marconipark (Frans: Parc Marconi) is een park in Vorst in het Brussels Hoofdstedelijk Gewest, gelegen naast het Vredegerecht, tussen de Marconistraat en de Alsembergse Steenweg en wordt beheerd door de gemeente Vorst. Het park ligt nabij de voormalige watertoren.
Her park dat gelegen is dicht bij de wijken Hoogte Honderd en Albert, werd in 2014 heraangelegd in het kader van het duurzaam wijkcontract Albert. Het park is meer dan 100 meter en smal en vol oude grote bomen en werd weinig gebruikt door de buurtbewoners. Aan de ene kant van het park werden een vrijetijdsplatform en speeltuigen geplaatst en aan de andere kant trappen en fitnessbars. Daar tussenin werd een ontmoetingsplaats met picknicktafels geplaatst. De rest van het park werd beplant met struiken en kleurrijke planten. De stalen ingangspoorten werden verwijderd, de muren van de gebouwen werden gewit en het bestaande pad bleef behouden om de wortels van de bomen niet te beschadigen. In het park staan enkele opmerkelijke bomen zoals een gewone plataan (omtrek 412 cm), treurzilverlinde (omtrek 402 cm) en een rode paardenkastanje (omtrek 313 cm).